# San Benito de la Valmuza
San Benito de la Valmuza es una localidad del municipio de Galindo y Perahuy, en la comarca del Campo de Salamanca, provincia de Salamanca, España.

## Historia
La fundación de San Benito de la Valmuza se remonta a la Edad Media, obedeciendo a las repoblaciones efectuadas por los reyes leoneses en la Alta Edad Media, que lo ubicaron en el cuarto de Baños de la jurisdicción de Salamanca, dentro del Reino de León, denominándose en el siglo XIII San Benito.
Con la creación de las actuales provincias en 1833, San Benito de la Valmuza, perteneciendo ya a Galindo y Perahuy, quedó encuadrado en la provincia de Salamanca, dentro de la Región Leonesa.

## Demografía
Pese a haber registrado un habitante entre 2007 y 2012, en la actualidad San Benito de la Valmuza se encuentra oficialmente despoblado.
| Gráfica de evolución demográfica de San Benito de la Valmuza entre 2000 y 2017 |
|                                                                                |
| Población según los censos de población del INE.                               |